# ТЭДА (стадион)
Футбольный стадион ТЭДА (кит. упр. 泰达足球场) — специализированный футбольный стадион в Тяньцзине, КНР. Вмещает 37,450 зрителей. Является домашним стадионом для команд китайской Суперлиги «Тяньцзинь Тэда». Соответствует всем международным стандартам, пригоден для проведения матчей чемпионата мира и олимпийского турнира. Стадион расположен на территории Тяньцзиньской зоны экономического развития.

## История
Архитектором выступила австралийская фирма Peddle Thorp. Стоимость постройки составила 55 млн.долл. В 2004 году прошел все необходимые испытания и был официально открыт.
В 2005 году стадион получил награду Китайской строительной Академии.
На открытии стадиона выступали известный китайские музыканты, в частности, группа S.H.E, Джей Чоу и Юки Сюй.